# Silnik spalania mieszanki jednorodnej
Silnik spalania mieszanki jednorodnej (ang. Homogeneous Charge Compression Ignition – HCCI) – rodzaj silnika spalinowego tłokowego, w którym w początkowym etapie po uruchomieniu, gdy silnik jest jeszcze zimny, zapłon odbywa się za pomocą układu iskrowego, jak w zwykłym silniku benzynowym, a kiedy silnik osiągnie już nominalną temperaturę silnik przechodzi na pracę w trybie samozapłonu jak silnik Diesla. Jest to sposób, w którym uzyskujemy lepsze spalanie paliwa. Jednak aby to było możliwe paliwo musi być jednorodnie rozmieszczone w całej komorze spalania. Dlatego stosuje się wysokociśnieniowy wtryskiwacz.
W porównaniu do silników tradycyjnych testy wykazały 15% oszczędność paliwa.